# Liste der Monuments historiques in Puiseux-le-Hauberger
Die Liste der Monuments historiques in Puiseux-le-Hauberger führt die Monuments historiques in der französischen Gemeinde Puiseux-le-Hauberger auf.

## Liste der Bauwerke
| Bezeichnung | Beschreibung                  | Standort | Kennzeichnung | Schutzstatus | Datum | Bild |
| ----------- | ----------------------------- | -------- | ------------- | ------------ | ----- | ---- |
| Schloss     | Erbaut ab dem 17. Jahrhundert | (Lage)   | PA00114823    | Inscrit      | 1986  |      |

## Liste der Objekte
- Monuments historiques (Objekte) in Puiseux-le-Hauberger in der Base Palissy des französischen Kultusministeriums